# Кавари-кабуто

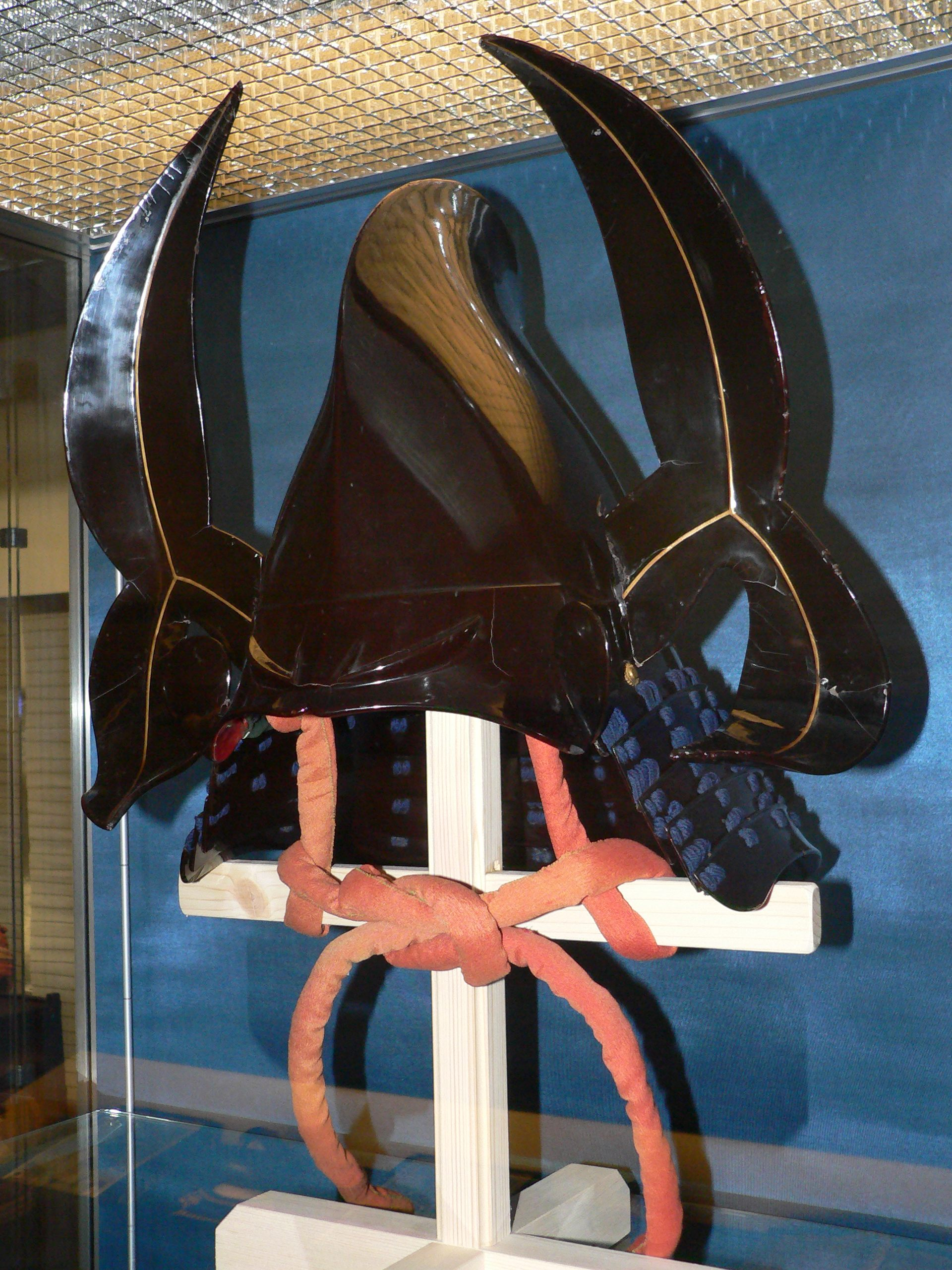
Кавари-кабуто

Кавари-кабуто, период Эдо

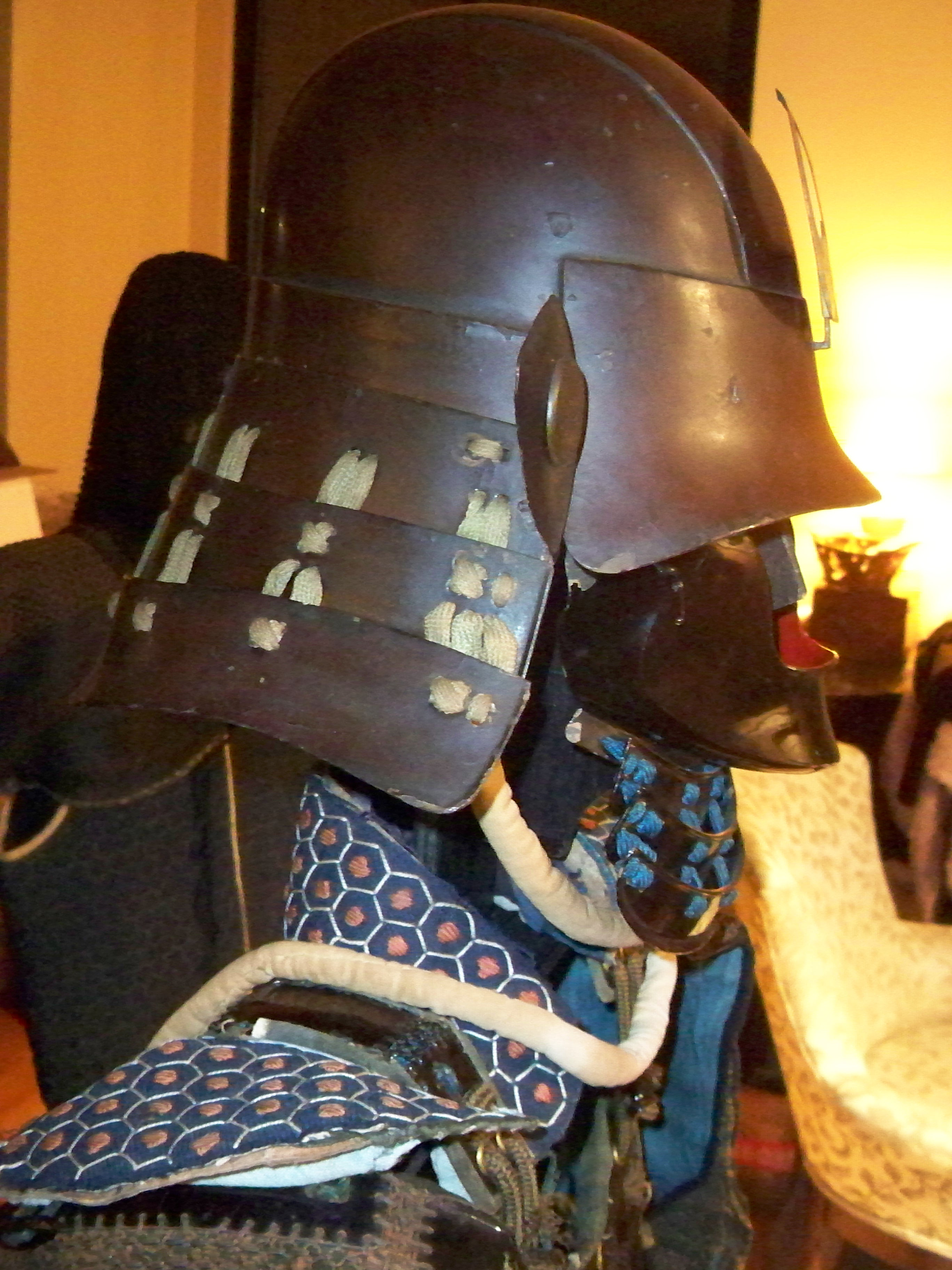
Дзунари-кабуто

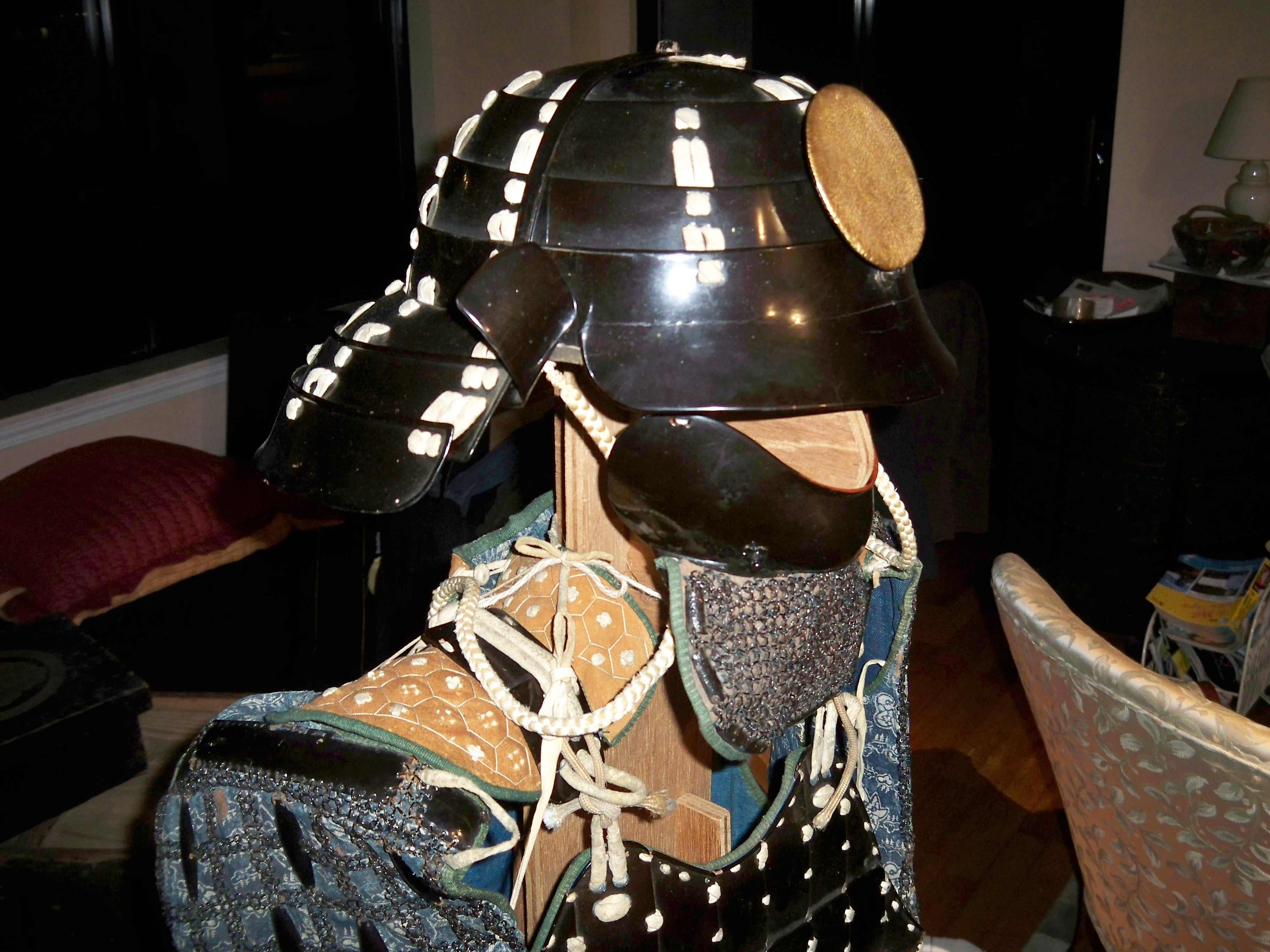
Тётин-кабуто — складной шлем

Кавари-кабуто (яп. 変わり兜 — фигурный, необычный шлем) — японский класс шлемов, отличающихся по конструкции и форме от стандартных. Появились в XV—XVI веке и позднее получили распространение.

## Дзунари-кабуто
Дзунари-кабуто (яп. 頭形兜, «шлем по форме головы») был наиболее распространённым типом из данного класса. Конструктивно он состоял из идущей спереди назад пластины, с двух сторон приклёпанной к ободу-венцу. Промежутки между ними закрывали ещё 2 пластины. Спереди приклёпывался козырёк — он крепился либо снизу, либо к центральной пластине. Шлемы нередко лакировали и иногда дополнительно покрывали шерстью или кожей. К шлему полагалось сикоро — сегментная защита шеи, затылка и ушей, которая, в отличие от стандартных сикоро, плотно прилегала к шее и плечам. Дзунари-кабуто получили распространение благодаря своей простоте и дешевизне, и, в частности, иногда носились в комплекте с доспехами окаси-гусоку.

## Сайка-кабуто
Шлем получил своё название в честь города на полуострове Кии, где был изобретён. Он отличался 8-частной тульёй, по форме близкой к конической. Её пластины снизу крепились к широкому венцу, а сверху укреплялась большая круглая многодольчатая пластина. Козырёк встречался редко — обычно его роль играли выступы на венце.

## Складные шлемы
Татами-кабуто — шлем, сделанный по аналогии с доспехом татами-до. Он состоял из прямоугольных или шестиугольных пластин, нашитых на ткань и соединённых кольчугой. Для защиты шеи использовалась кольчуга, нашитая на ткань. Тётин-кабуто — шлем, состоявший из нескольких круглых горизонтальных пластин с перехлёстом, соединённых шнуровкой. Когда он раскладывался, то фиксировался с помощью изогнутой полосы.

## Хамбури
«Полушлемы», носимые самыми бедными воинами, закрывали голову не полностью. В одних случаях они защищали темя, в других — лоб и виски. Делались из металла или кожи. В простейшем случае (хитаи-атэ) представлял собой повязку из ткани с нашитой пластиной, закрывающей лоб. В более сложных — состояли из нескольких пластин.

## Намбан-кабуто
Намбан-кабуто — букв. «шлем южных варваров» (по аналогии с намбан-до) — представлял собой испанский кабассет или морион, доработанный японскими мастерами. В частности, к нижнему краю тульи приклёпывали полосу, на которой крепили сикоро. К тому же их декорировали. Под влиянием европейских шлемов были созданы разновидности намбан-кабуто: момонари-кабуто (шлем-персик) и сиинари-кабуто (шлем-жёлудь).

## Другие варианты
Помимо массовых, существовали редкие и уникальные шлемы кавари-кабуто. Они делались крайне разнообразных форм — в виде шапок, растений, раковин, голов животных, и т. д..